# カーロス・エリオット
カーロス・エリオット（Carlos Elliott、1962年4月29日 - 2025年6月23日）は、元プロボクサー。元日本スーパーウェルター級王者、元OPBFスーパーウェルター級王者。アメリカ合衆国アラバマ州出身。在日米軍として、青森県三沢市の三沢飛行場勤務の傍ら「八戸帝拳」に所属し、プロボクシングのライセンスを取得。

## 経歴
同じジムに所属していたマーク堀越と同様に、日本でライセンスを取り、日本のリングでキャリアを築いたボクサーである。近年増加している実績のある海外選手をスカウトした「輸入ボクサー」ではない。デビューから6戦全KO勝利で国内ウェルター級ランク1位に上り詰め、1984年に日本タイトルに初挑戦した。チャンピオンの串木野純也は、過去11回の防衛戦を10KOで勝った屈指の強打者だった。若いエリオットは、初回から王者をスピードで圧倒し、5回まで滅多打ちにする。王座奪取は時間の問題と思われたが、6回開始早々の串木野の右ストレートでダウン。立ち上がったものの、右フックで再びロープの外に投げ出されるようなダウンを喫する。わずか7戦目の日本王者への挑戦は、経験の浅さでエリオットの逆転負けとなった。
翌1985年、階級をスーパーウェルター級に上げて日本タイトルを獲得。日本国内ではエリオットの強打を対戦相手が避けてしまい、対戦相手がいなくなる。1987年、OPBFスーパーウェルター級王座を獲得する。国際試合を経験しながら世界タイトル挑戦をうかがう予定だったが、伏兵のフランシスコ・リスボア（ インドネシア）に判定負けする。5ヶ月後、リスボアをKOしてタイトルを奪回。1991年、デビュー29戦目で、ジルベール・デレ（ フランス）とのWBA世界スーパーウェルター級王座決定戦に挑戦するチャンスをつかむ。しかし、アジア太平洋圏では無敵を誇ったエリオットだったが、7回に顎を打ち砕かれてKO負け。病院に搬送されて意識不明の重体になった。退院後、現役引退を発表した。引退後は三沢市内でジムを営んでいた。
2025年6月23日午前に心不全のため三沢基地内の病院で死去した。長男のELLYもXで公表した。

## 戦績
| 戦           | 日付           | 勝敗 | 時間 | 内容 | 対戦相手                 | 国籍             | 備考                                  |
| ------------ | -------------- | ---- | ---- | ---- | ------------------------ | ---------------- | ------------------------------------- |
| 1            | 1983年3月4日   | 勝利 | 2R   | TKO  | 吉田政志                 | 日本（日立）     | プロデビュー戦                        |
| 2            | 1983年6月21日  | 勝利 | 2R   | KO   | 千坂昇幸                 | 日本（三迫）     | -                                     |
| 3            | 1983年9月2日   | 勝利 | 4R   | KO   | 鄭王基                   | 韓国             | -                                     |
| 4            | 1983年11月19日 | 勝利 | 2R   | KO   | 黄忠載                   | 韓国             | -                                     |
| 5            | 1984年2月3日   | 勝利 | 1R   | KO   | ヤング・デラ・クルス     | フィリピン       | -                                     |
| 6            | 1984年4月5日   | 勝利 | 5R   | KO   | 柳炳善                   | 韓国             | -                                     |
| 7            | 1984年7月30日  | 敗北 | 6R   | KO   | 串木野純也               | 日本（進光）     | 日本ウェルター級王座挑戦              |
| 8            | 1984年10月11日 | 勝利 | 3R   | KO   | 宋基会                   | 韓国             | -                                     |
| 9            | 1985年1月10日  | 勝利 | 5R   | KO   | 朴基正                   | 韓国             | -                                     |
| 10           | 1985年7月20日  | 勝利 | 2R   | KO   | 無限川坂                 | 日本（上福岡）   | 日本スーパーウェルター級王座獲得      |
| 11           | 1985年11月7日  | 勝利 | 8R   | KO   | 幡野光夫                 | 日本（ヨネクラ） | 防衛1                                 |
| 12           | 1986年1月9日   | 勝利 | 1R   | KO   | トリッキー川口           | 日本（緑）       | 防衛2                                 |
| 13           | 1986年3月24日  | 勝利 | 5R   | TKO  | 幡野光夫                 | 日本（ヨネクラ） | 防衛3                                 |
| 14           | 1986年7月24日  | 勝利 | 1R   | KO   | アントニー・ストッキー   | アメリカ合衆国   | ノンタイトル                          |
| 15           | 1986年12月2日  | 勝利 | 5R   | TKO  | ローランド・アルデミール | フィリピン       | ノンタイトル                          |
| 16           | 1987年4月2日   | 勝利 | 9R   | KO   | 柳済炯                   | 韓国             | OPBFスーパーウェルター級王座獲得      |
| 17           | 1987年7月22日  | 勝利 | 8R   | 判定 | フランシスコ・フェラー   | フィリピン       | ノンタイトル                          |
| 18           | 1987年11月28日 | 勝利 | 12R  | 判定 | 鄭尚都                   | 韓国             | 防衛1                                 |
| 19           | 1988年3月21日  | 勝利 | 5R   | TKO  | レナト・アンガラ         | フィリピン       | ノンタイトル                          |
| 20           | 1988年7月2日   | 敗北 | 12R  | 判定 | フランシスコ・リスボア   | インドネシア     | OPBFスーパーウェルター級王座陥落      |
| 21           | 1988年10月6日  | 勝利 | 2R   | KO   | レックス・カブバス       | フィリピン       | -                                     |
| 22           | 1988年12月1日  | 勝利 | 11R  | KO   | フランシスコ・リスボア   | インドネシア     | OPBFスーパーウェルター級王座奪回      |
| 23           | 1989年4月15日  | 勝利 | 3R   | TKO  | アルシー・ガルシア       | フィリピン       | ノンタイトル                          |
| 24           | 1989年7月6日   | 勝利 | 4R   | KO   | 大和武士                 | 日本（渡辺）     | 防衛1                                 |
| 25           | 1989年9月9日   | 勝利 | 6R   | KO   | アルマン・ピカール       | フィリピン       | ノンタイトル                          |
| 26           | 1989年11月15日 | 勝利 | 12R  | 判定 | 鄭尚都                   | 韓国             | 防衛2                                 |
| 27           | 1990年6月22日  | 勝利 | 2R   | KO   | 延大欽                   | 韓国             | ノンタイトル                          |
| 28           | 1990年11月24日 | 勝利 | 10R  | 判定 | 張承泰                   | 韓国             | ノンタイトル                          |
| 29           | 1991年2月23日  | 敗北 | 7R   | KO   | ジルベール・デレ         | フランス         | WBA世界スーパーウェルター級王座決定戦 |
| テンプレート |                |      |      |      |                          |                  |                                       |

生涯戦績:29戦26勝（22KO）3敗

## 人物
三沢米軍基地内の美容室に勤務していた日本人女性と結婚。3児をもうけるも、長男が10歳の時に離婚した。長男は三代目J SOUL BROTHERSのELLYで、次男はTHE RAMPAGEのLIKIYA。
現役時代にオフコースのシングル「緑の日々」のPVに、清水仁が扮する元世界チャンピオンの対戦相手として出演。また、2019年11月4日放送のテレビ東京系『YOUは何しに日本へ?』に出演した際、長男が三代目JSBになるまで知らなかったEXILEについて、「自分はオフコース世代だから。オフコースと同じくらいの人気なんでしょう?」と述べた。